# Germania (compagnie aérienne)
Pour les articles homonymes, voir Germania.
Germania est une compagnie aérienne allemande fondée en 1978 à Berlin et qui a cessé ses opérations le 5 février 2019 en raison de difficultés financières.
Durant ses dernières années d'activité, la compagnie est un acteur majeur des charters à destination de l'Europe et de l'Afrique du Nord. La compagnie transporte 2,5 millions de passagers en 2009 et compte environ 600 employés en janvier 2010.

## Histoire
Germania est fondée en avril 1978 sous le nom de SAT et installe sa base à Cologne. Elle commence ses opérations en septembre de la même année. En 1986, SAT change de nom pour Germania. Son siège social est déplacé à l'aéroport de Berlin-Tegel en 1992.
De 2003 à 2005, la compagnie tente une percée sur le terrain des vols à bas coûts avec sa filiale Germania Express avant que celle-ci soit reprise par la compagnie allemande Fly DBA.
En 2012, Germania crée une filiale nommée Gambia Bird et basée à l'aéroport international de Banjul en Gambie.
Le 5 février 2019, la société annonce la cessation de ses opérations et son dépôt de bilan. Depuis plusieurs mois, la compagnie éprouvait des difficultés financières,.
Le dépôt de bilan concerne le transporteur aérien et sa filiale maintenance, Germania Technik Brandenburg. Le transporteur suisse Germania Flug et le transporteur spécialisé dans l'ACMI (location d'avions avec équipage) Bulgarian Eagle confirme sa faillite 8 semaines plus tard.

## Destinations
Germania réalisait des vols charter au départ de Berlin, Düsseldorf, Munich, Brême, Memmingen, Toulouse, Marrakech, Oujda, Agadir, Palma de Majorque et Montpellier.

## Flotte historique
Au 29 mars 2019, 8 semaines après la faillite, encore 24 avions sont parqués en attente de repreneur, dont 2 en nom propre et 22 en location :
- Germania (20 appareils)
- Germania Flug (2 appareils)
- Bulgarian Eagle (2 appareils)
- Gambia Bird (aucun appareil)

En février 2019, avant la faillite de la compagnie, les appareils suivants étaient en service au sein de la flotte de Germania :

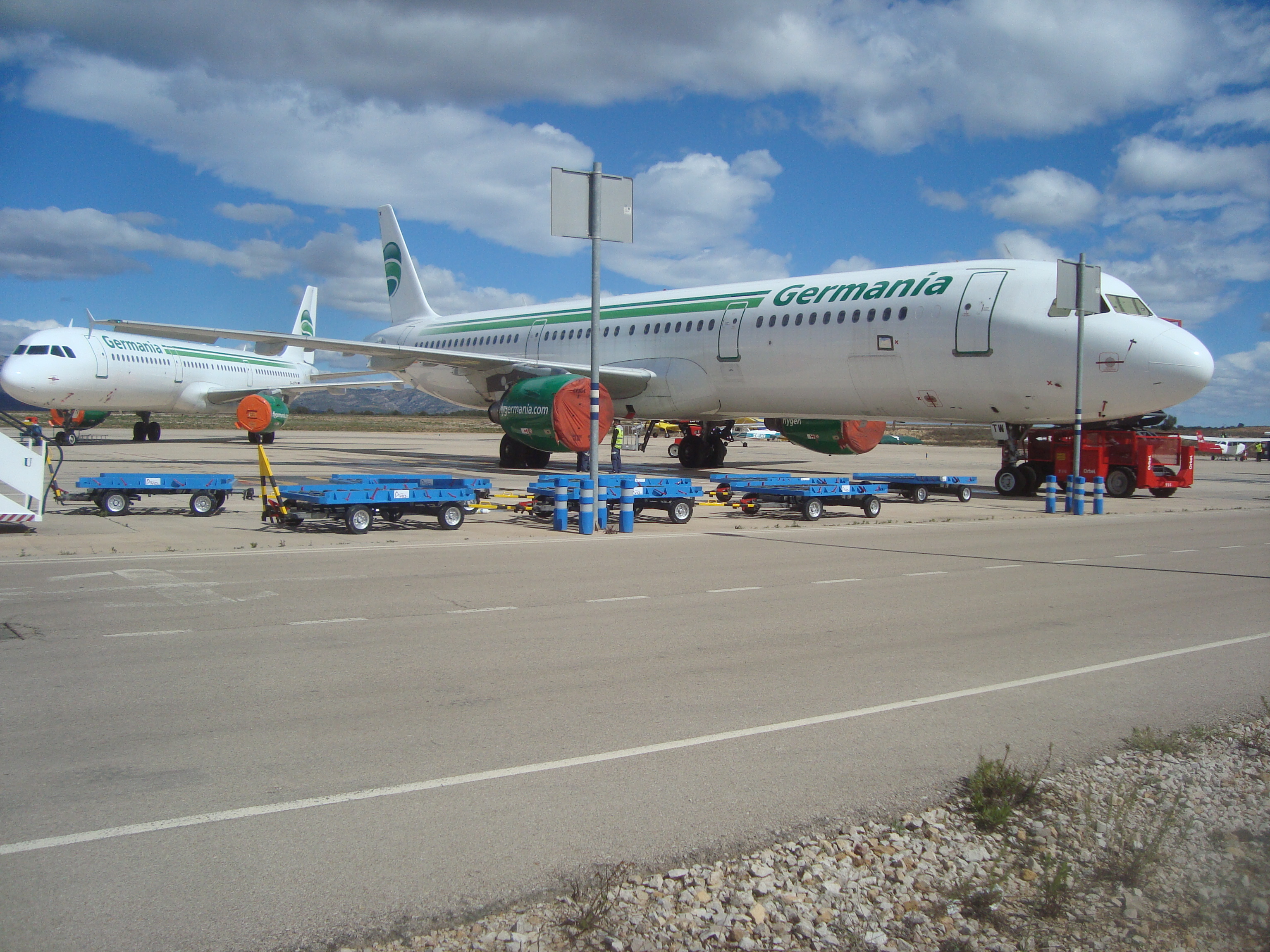
Avion Airbus de la compagnie aérienne Germania à l'aéroport de Castellón.

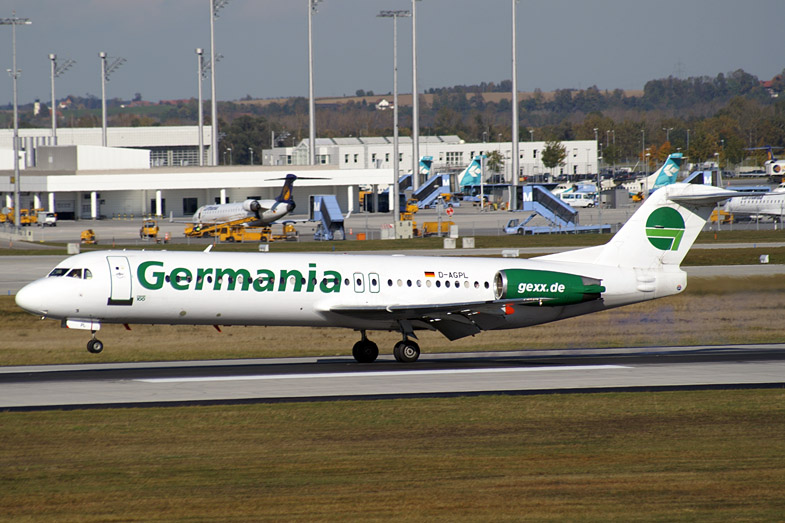
Un Fokker 100 de Germania à l'aéroport de Munich
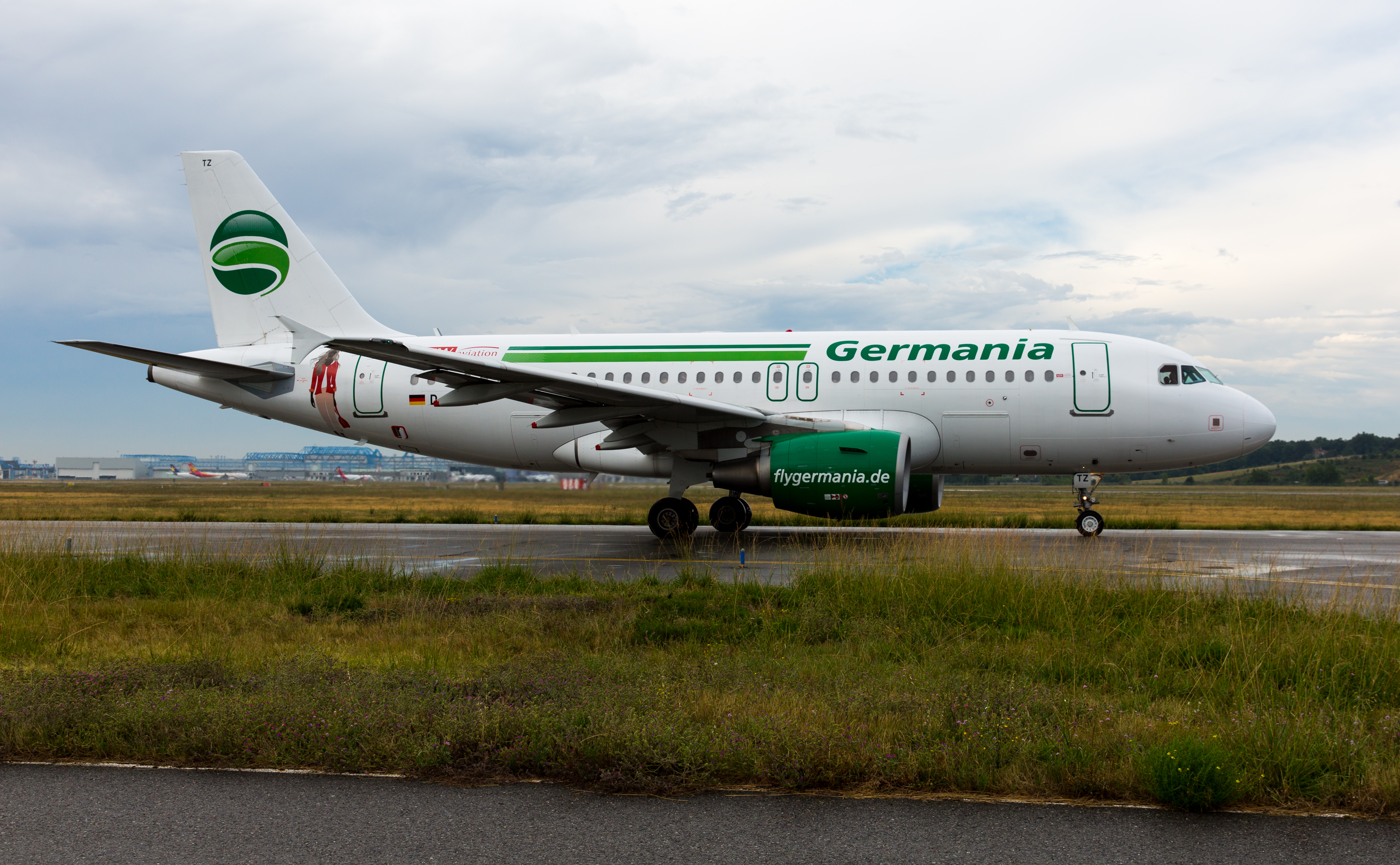
Un Airbus A319 de Germania à l'aéroport de Toulouse-Blagnac

Le 7 avril 2012, la compagnie annonce qu'elle modifie sa commande de deux A319 à livrer en A321, vraisemblablement à la suite de l'augmentation du prix de kérosène. L'A321 optimise le coût de vol par siège tandis que l'A319 se caractérise par son rayon d'action. En 2015, le PDG de la compagnie a annoncé que Germania n'aurait plus que des Airbus d'ici cinq ans. En 2016, la compagnie a passé une commande ferme de 25 Airbus A320neo pour 2,7 milliards de dollars.